# 21-й истребительный авиационный полк ВВС Балтийского флота
21-й истреби́тельный авиацио́нный Кёнигсбе́ргский Краснознамённый, о́рдена Суво́рова полк ВВС Балти́йского фло́та — воинская часть Вооружённых сил СССР в Великой Отечественной войне.

## История
Сформирован в течение ноября 1941 — марта 1942 года в Саранске из личного состава ВВС Балтийского флота.
В составе действующей армии во время ВОВ c 22 апреля 1942 по 9 мая 1945 года.
4 апреля 1942 года начал прибывать в Приютино, полностью полк передислоцировался только ко 2 июня 1942 года. На вооружении имел истребители Як-1. 4 августа 1942 года передан в состав 8-й бомбардировочной бригады. Базировался на аэродроме Приютино в Ленинграде. 12 августа 1942 года из состава 11-го истребительного полка получил эскадрилью И-16.
По поступлении в действующие войска приступил к вылетам в основном на подступах к Ленинграду.
Так 8 июня 1942 года ведёт разведку в районе Пушкина и Ораниенбаума; ведёт бой в районе мыса Лисий Нос.
В конце июня 1942 года переброшен в Борки, на Ораниенбаумский плацдарм, обратно 1-я и 2-я эскадрильи вернулись в августе 1942 года.
27 июня 1942 года ведёт бой в районе острова Сескар, прикрывает корабли дозора на участке Лавенсаари — Кронштадт. В течение июля 1942 года в основном ведёт воздушные бои над Финским заливом, 20 июля 1942 года прикрывает штурмовики в районе Урицка. 2 августа 1942 года прикрывает наземные войска в районе Пулково, Урицка, Колпино, ведёт бои. 24 августа 1942 года прикрывает Пе-2 73-го бомбардировочного полка в налёте на катера в Лахденпохья. 30 сентября 1942 года вылетает в район Московской Дубровки.
Что вполне естественно, выполнял много заданий по прикрытию своих штурмовиков (57-й штурмовой авиационный полк ВВС Балтийского флота, бомбардировщиков 73-й бомбардировочный авиационный полк ВВС Балтийского флота и торпедоносцев (1-й гвардейский минно-торпедный авиационный полк ВВС Балтийского флота). Так, 22 октября 1942 года принимает участие в отражение вражеского десанта на остров Сухо. Во время битвы за Ленинград периодически из Приютино перебрасывается в Борки. Принимал участие в прорыве блокады Ленинграда. В феврале 1943 года перебазировался на аэродром Гражданка. В мае 1943 года начал получать Як-7. В январе 1944 года принимает участие в Красносельско-Ропшинской операции. В феврале 1944 года перебазировался на аэродром Гора-Валдай, в марте 1944 года — в Борки. Начал получать Як-9.
16 июля 1944 года прикрывает удар 12-го гвардейского бомбардировочного полка ВВС Балтийского флота и 51-го минно-торпедного полка ВВС Балтийского флота, в результате которого был уничтожен крейсер «Ниобе».
В начале августа 1944 года перебазировался в Паневежис, действовал над Либавой, прикрывая самолёты 1-го гвардейского минно-торпедного полка, а с сентября 1944 и 12-й гвардейский пикировочно-бомбардировочный полк ВВС Балтийского флота. С аэродрома Паневежис c 10 августа по 15 октября 1944 года лётчики полка сделали 409 боевых вылетов, сбили 33 вражеских самолёта. Затем, в конце февраля 1945 года полк вновь перебазировался, действовал с аэродромов Аглонен и Грабштейн в Восточной Пруссии, действует над Кёнигсбергом. В начале мая 1945 года перебазировался на аэродром Кольберг, откуда 8 мая 1945 года совершил последний боевой вылет.
Всего за время войны полк совершил 10220 боевых вылетов, провёл 265 воздушных боёв и уничтожил 290 самолётов противника.

## Полное наименование
21-й истребительный авиационный Кёнигсбергский Краснознамённый ордена Суворова полк ВВС Балтийского флота

## Подчинение
| Дата            | Флот            | Армия | Корпус | Дивизия (бригада)                                              | Примечания |
| --------------- | --------------- | ----- | ------ | -------------------------------------------------------------- | ---------- |
| 01.05.1942 года | Балтийский флот | -     | -      | 61-я истребительная авиационная бригада ВВС Балтийского флота  | -          |
| 01.06.1942 года | Балтийский флот | -     | -      | 61-я истребительная авиационная бригада ВВС Балтийского флота  | -          |
| 01.07.1942 года | Балтийский флот | -     | -      | 61-я истребительная авиационная бригада ВВС Балтийского флота  | -          |
| 01.08.1942 года | Балтийский флот | -     | -      | 61-я истребительная авиационная бригада ВВС Балтийского флота  | -          |
| 01.09.1942 года | Балтийский флот | -     | -      | 8-я бомбардировочная авиационная бригада ВВС Балтийского флота | -          |
| 01.10.1942 года | Балтийский флот | -     | -      | 8-я бомбардировочная авиационная бригада ВВС Балтийского флота | -          |
| 01.11.1942 года | Балтийский флот | -     | -      | 8-я бомбардировочная авиационная бригада ВВС Балтийского флота | -          |
| 01.12.1942 года | Балтийский флот | -     | -      | 8-я бомбардировочная авиационная бригада ВВС Балтийского флота | -          |
| 01.01.1943 года | Балтийский флот | -     | -      | 8-я бомбардировочная авиационная бригада ВВС Балтийского флота | -          |
| 01.02.1943 года | Балтийский флот | -     | -      | 8-я бомбардировочная авиационная бригада ВВС Балтийского флота | -          |
| 01.03.1943 года | Балтийский флот | -     | -      | 8-я бомбардировочная авиационная бригада ВВС Балтийского флота | -          |
| 01.04.1943 года | Балтийский флот | -     | -      | 8-я бомбардировочная авиационная бригада ВВС Балтийского флота | -          |
| 01.05.1943 года | Балтийский флот | -     | -      | 8-я бомбардировочная авиационная бригада ВВС Балтийского флота | -          |
| 01.06.1943 года | Балтийский флот | -     | -      | 8-я бомбардировочная авиационная бригада ВВС Балтийского флота | -          |
| 01.07.1943 года | Балтийский флот | -     | -      | 8-я минно-торпедная авиационная дивизия ВВС Балтийского флота  | -          |
| 01.08.1943 года | Балтийский флот | -     | -      | 8-я минно-торпедная авиационная дивизия ВВС Балтийского флота  | -          |
| 01.09.1943 года | Балтийский флот | -     | -      | 8-я минно-торпедная авиационная дивизия ВВС Балтийского флота  | -          |
| 01.10.1943 года | Балтийский флот | -     | -      | 8-я минно-торпедная авиационная дивизия ВВС Балтийского флота  | -          |
| 01.11.1943 года | Балтийский флот | -     | -      | 8-я минно-торпедная авиационная дивизия ВВС Балтийского флота  | -          |
| 01.12.1943 года | Балтийский флот | -     | -      | 8-я минно-торпедная авиационная дивизия ВВС Балтийского флота  | -          |
| 01.01.1944 года | Балтийский флот | -     | -      | 8-я минно-торпедная авиационная дивизия ВВС Балтийского флота  | -          |
| 01.02.1944 года | Балтийский флот | -     | -      | 8-я минно-торпедная авиационная дивизия ВВС Балтийского флота  | -          |
| 01.03.1944 года | Балтийский флот | -     | -      | 8-я минно-торпедная авиационная дивизия ВВС Балтийского флота  | -          |
| 01.04.1944 года | Балтийский флот | -     | -      | 8-я минно-торпедная авиационная дивизия ВВС Балтийского флота  | -          |
| 01.05.1944 года | Балтийский флот | -     | -      | 8-я минно-торпедная авиационная дивизия ВВС Балтийского флота  | -          |
| 01.06.1944 года | Балтийский флот | -     | -      | 8-я минно-торпедная авиационная дивизия ВВС Балтийского флота  | -          |
| 01.07.1944 года | Балтийский флот | -     | -      | 8-я минно-торпедная авиационная дивизия ВВС Балтийского флота  | -          |
| 01.08.1944 года | Балтийский флот | -     | -      | 8-я минно-торпедная авиационная дивизия ВВС Балтийского флота  | -          |
| 01.09.1944 года | Балтийский флот | -     | -      | 8-я минно-торпедная авиационная дивизия ВВС Балтийского флота  | -          |
| 01.10.1944 года | Балтийский флот | -     | -      | 8-я минно-торпедная авиационная дивизия ВВС Балтийского флота  | -          |
| 01.11.1944 года | Балтийский флот | -     | -      | 8-я минно-торпедная авиационная дивизия ВВС Балтийского флота  | -          |
| 01.12.1944 года | Балтийский флот | -     | -      | 8-я минно-торпедная авиационная дивизия ВВС Балтийского флота  | -          |
| 01.01.1945 года | Балтийский флот | -     | -      | 8-я минно-торпедная авиационная дивизия ВВС Балтийского флота  | -          |
| 01.02.1945 года | Балтийский флот | -     | -      | 8-я минно-торпедная авиационная дивизия ВВС Балтийского флота  | -          |
| 01.03.1945 года | Балтийский флот | -     | -      | 8-я минно-торпедная авиационная дивизия ВВС Балтийского флота  | -          |
| 01.04.1945 года | Балтийский флот | -     | -      | 8-я минно-торпедная авиационная дивизия ВВС Балтийского флота  | -          |
| 01.05.1945 года | Балтийский флот | -     | -      | 8-я минно-торпедная авиационная дивизия ВВС Балтийского флота  | -          |

## Командиры
- Ковширов Николай Елисеевич, майор, 03.1942 — 01.04.1942
- Слепенков, Яков Захарович , майор, подполковник, 01.04.1942 — 01.06.1943

майор
- Романов, Георгий Алексеевич, майор, 01.06.1943 — 01.11.1943
- Павлов, Павел Иванович , подполковник, 01.11.1943 — 00.02.1946[1]

## Награды и наименования
| Награда (наименование)     | Дата       | За что получена |
| -------------------------- | ---------- | --- |
| Орден Красного Знамени     | 22.01.1944 | За образцовое выполнение боевых заданий командования на фронте борьбы с немецкими захватчиками и проявленные при этом доблесть и мужество                        |
| Орден Суворова III степени | 05.04.1945 | За образцовое выполнение заданий командования в боях с немецкими захватчиками при овладении городом Клайпеда (Мемель) и проявленные при этом доблесть и мужество |
| «Кёнигсбергский»           | 17.05.1945 | - |

## Отличившиеся воины полка
| Награда | Ф. И. О.                      | Должность                        | Звание            | Дата награждения | Примечания                |
| ------- | ----------------------------- | -------------------------------- | ----------------- | ---------------- | ------------------------- |
|         | Емельяненко, Иван Никифорович | заместитель командира эскадрильи | старший лейтенант | 22.09.1944       | 17.08.1944 совершил таран |
|         | Ломакин, Анатолий Георгиевич  | заместитель командира эскадрильи | старший лейтенант | 22.01.1944       | погиб 25.01.1944          |
|         | Павлов, Павел Иванович        | командир полка                   | подполковник      | 05.11.1944       | -                         |
|         | Павлов, Павел Ильич           | командир 3-й эскадрильи          | капитан           | 22.07.1944       | -                         |
|         | Слепенков, Яков Захарович     | командир полка                   | подполковник      | 22.02.1943       | -                         |

## Известные люди, связанные с полком
- Храмов, Юрий Васильевич, в годы войны начальник штаба полка, четыре раза награждён орденом Красного Знамени, впоследствии доктор военно-морских наук, профессор.

## Память
- Музей боевой славы полка в школы № 44 г. Санкт-Петербург